# Charlie Vickers
Charlie Vickers (Melbourne, 24 de outubro de 1992) é um ator australiano conhecido pelos papéis de Guglielmo Pazzi em Medici (2019) e de Halbrand / Sauron em The Lord of the Rings: The Rings of Power (2022).

## Biografia
Charlie Vickers nasceu em St Kilda, um subúrbio de Melbourne, na Austrália e cresceu em Geelong. Vickers concluiu um curso de arte no Instituto Real de Tecnologia de Melbourne e fez teatro amador enquanto era estudante. Depois de terminar o curso, fez uma audição em Sydney para a Central School of Speech and Drama. O ator conseguiu um lugar na escola e mudou-se para Londres, onde terminou o curso de representação em 2017.

## Carreira
O primeiro papel de Charlie Vickers surgiu em 2018, quando interpretou Guglielmo Pazzi, o filho mais novo da família Pazzi na segunda temporada da série Medici, tendo contracenado com Sean Bean. No ano seguinte, o ator foi o protagonista da comédia dramática Palm Beach da realizadora Rachel Ward. O filme conta ainda com Sam Neill, Matilda Brown, Greta Scacchi e Ricard E. Grant no elenco. Em 2020, Charlie participou no thriller Death in Shoreditch, onde interpreta o papel de Andrews e contracena com Carryl Thomas.
Em 2022, estreou a série da Amazon, The Lord of the Rings: The Rings of Power, onde Charlie interpreta o papel de Halbrand, que mais tarde se revela ser Sauron. A sua personagem aparece no segundo episódio da série. Para se preparar para o papel, o ator caminhou durante cinco dias no Parque Nacional de Tongariro na Nova Zelândia. Para se preparar para as suas primeiras cenas numa jangada à deriva, Charlie e a atriz Morfydd Clark praticaram mergulho livre.
Em 2023, Charlie participa na minissérie The Lost Flowers of Alice Hart, baseada no romance homónimo de Holly Ringland.

## Filmografia

### Cinema
| Ano  | Título              | Papel  | Notas |
| ---- | ------------------- | ------ | ----- |
| 2019 | Palm Beach          | Dan    |       |
| 2020 | Death in Shoreditch | Andrew |       |

### Televisão
| Ano  | Título                                    | Papel             | Notas                         |
| ---- | ----------------------------------------- | ----------------- | ----------------------------- |
| 2018 | Medici                                    | Guglielmo Pazzi   | 8 episódios                   |
| 2022 | The Lord of the Rings: The Rings of Power | Halbrand / Sauron | Papel principal – 7 episódios |
| 2022 | The Lost Flowers of Alice Hart            | Clem Hart         | 1 episódio                    |